# Hypochaetopsis chaetosa
Hypochaetopsis chaetosa là một loài ruồi trong họ Tachinidae.